# Liudvikas
Liudvikas ist ein litauischer männlicher Vorname, abgeleitet von Ludwig. 

## Namensträger
- Liudvikas Povilonis (1910–1990), römisch-katholischer Erzbischof
- Liudvikas Narcizas Rasimavičius (1938–2023), Jurist und Politiker
- Liudvikas Saulius Razma (1938–2019), Rektor, Politiker, Mitglied des Seimas
- Liudvikas Sabutis (* 1939),  Jurist und Politiker, Staatsanwalt und Mitglied des Seimas, stellvertretender Justizminister Sowjetlitauens
- Liudvikas Simutis (1935–2014), Politiker, Mitglied des Seimas
- Liudvikas Žukauskas (* 1952), Politiker, Bürgermeister von Skuodas

Zwischenname
- Vytautas Liudvikas Šeštokas (*  1944), Politiker, Bürgermeister der Rajongemeinde Panevėžys
- Kazimieras Liudvikas Valančius (1936–2018), Wirtschaftsrechtler, Dekan, Professor